# De Kaai
De Kaai (tot 2005 slechts aangeduid met de Korenmolen) is een korenmolen in Sloten, in de Nederlandse provincie Friesland. In deze molen wordt graan gemalen als er voldoende wind is. De windmolen is een stellingmolen en werd gebouwd in 1755.
De molen werd tot 2005 aangeduid als de Korenmolen. In 2006 kreeg hij voor het eerst in zijn geschiedenis een officiële naam: de Kaai, Fries voor 'sleutel'. In het dagelijks spraakgebruik wordt meestal niet van alleen De Kaai gesproken, maar van molen de Kaai.
De molen, een Rijksmonument, staat bij een van de waterpoorten. Naast de korenmolen ligt een molensteen met daarnaast een kanon. Eigenaar is de Vereniging de Korenmolen te Sloten, opgericht op 14 januari 1929.

## Geschiedenis
Op 9 juni 1870 werd de molen gekocht door Daniël Ruurd Westra. Na zijn overlijden, twintig jaar later, nam zijn zoon Fedde het over. Na zeven jaar werd de molen op 7 oktober 1897 bij een openbare verkoop verkocht voor 925 gulden aan de landbouwer Thijs Bosma, die op zijn beurt de molen bij onderhandse akte aan Pieter Gerrits Bosma voor 900 gulden verkocht. De molen raakte in de volgende twintig jaar in een desolate toestand.
Uiteindelijk besloten een aantal vooraanstaande burgers van Sloten een vereniging op te richten voor behoud en restauratie van de molen, genaamd de Vereniging De Korenmolen. De Vereniging De Korenmolen kocht de molen voor fl. 250,--.
De restauratie werd uitgevoerd door Sj. Joustra uit Tjerkgaast (kosten fl. 1.495,--). Op 9 december 1930 werd de molen getroffen door de bliksem, waarbij een roede geheel versplinterd raakte. Met geld van de verzekering werd de molen gerestaureerd (kosten fl. 479,--). Hij werd in 1949 opnieuw gerestaureerd, ditmaal door aannemer Straatsma uit Sloten voor een bedrag van fl. 7.472,72. In 1963. Bij een volgende restauratie werd de fundering van een standerdmolen gevonden. Elf jaar later was weer een restauratie noodzakelijk.
De molen werd na een nieuwe restauratie officieel in gebruik gesteld op 3 september 1994.

## Onderhoud
De molen heeft veel onderhoud nodig. Elk jaar moet het riet een aantal keren worden bijgestopt en dient de molen geschilderd te worden.